# 伊曼纽尔·米林戈
伊曼纽尔·米林戈（Emmanuel Milingo；1930年6月13日—）是天主教盧薩卡總教區前总主教，他於2006年9月26日因未经教宗任命与授权下私自將4位主教于美国华盛顿哥伦比亚特区祝圣而遭到绝罚。